# Lo que el tiempo nos dejó
Lo que el tiempo nos dejó fue un ciclo de seis unitarios ficcionales de Telefé que retratan distintas historias sobre el Bicentenario de Argentina. 
Con la producción de Underground Contenidos, Endemol Argentina y Telefe Contenidos, bajo la supervisión histórica de Felipe Pigna, con dirección integral de Israel Adrián Caetano y con un elenco rotativo de primeras figuras.

## Emisión
"Lo que el tiempo nos dejó" comenzó a emitirse el 1 de septiembre de 2010 por la cadena Telefe, los miércoles a las 22:30 (UTC-3). 
El tercer capítulo se transmitió el día martes, en el mismo horario. Desde el cuarto capítulo hasta el último, el horario fue el de los miércoles a las 23:30.

## Ficha técnica
- Diseño de vestuario: Beatriz Di Benedetto.
- Dirección de arte: Fernanda Trípoli.
- Dirección de fotografía: Sergio Dotta.
- Maquillaje y peinado: Andy Sanzo.
- Montaje: Guillermo Gatti.
- Música: Elvio Gómez.
- Sonido directo: Diego Cardone.
- Producción ejecutiva: Marcela Calabró.
- Productor general: Pablo Culell.
- Dirección: Israel Adrián Caetano.
- Idea: Sebastián Ortega.
- Supervisión histórica: Felipe Pigna.
- Coordinador de posproducción: Leandro López

## Episodios
| # | Título original                      | Elenco | Dirección             | Guion            | Fuente |
| --- | ------------------------------------ | --- | --------------------- | ---------------- | ------ |
| 1 | «Mi mensaje»                         | Laura Novoa y Vanesa González Con Alejandro Awada, Graciela Tenenbaum, Esteban Meloni, María Onetto, y la participación de Mex Urtizberea.                                               | Israel Adrián Caetano | Marcela Guerty   | 19.4   |
| Elena (Vanesa González), es una joven perteneciente a una familia antiperonista que, por vocación de servicio, estudia enfermería, y será elegida por Eva Duarte de Perón (Laura Novoa) para cuidarla durante la enfermedad que terminó llevándola hacia la muerte, en el año 1952. Durante ese tiempo, ambas estrecharán un intenso vínculo que transformará a Elena como persona y como mujer, mientras ayudará a Eva a terminar su libro póstumo "Mi mensaje". |                                      | |                       |                  |        |
| 2 | «La ley primera»                     | Luciano Castro, Nahuel Pérez Biscayart y Luis Machín Con Sofía Gala Castiglione, Martín Slipak, Martina Gusmán, la actuación de Manuel Callau, y la participación de Luis Ziembrowski.   | Luis Ortega           | Patricio Vega    | 14.2   |
| El triste episodio de La noche de los bastones largos en 1966, que provocó la "fuga de cerebros" más grande de la historia argentina, durante la dictadura de Onganía (Luis Ziembrowski), a través de la historia de dos hermanos contrapuestos ideológicamente (Luciano Castro y Nahuel Pérez Biscayart). |                                      | |                       |                  |        |
| 3 | «La caza del ángel»                  | Cecilia Roth y Mike Amigorena Con Alejandra Flechner, Jorge Suárez, la participación de Verónica Llinás, Lidia Catalano, Gonzalo Urtizberea, y la actuación especial de Antonio Gasalla. | Israel Adrián Caetano | Mario Segade     | 10.8   |
| Corre el año 1977 en Argentina. Mabel (Cecilia Roth) es una mujer de clase media, a quien le secuestran a su hija, y que en la búsqueda desesperada por hallarla se unirá a otras mujeres en la misma situación (Alejandra Flechner, Verónica Llinás y Lidia Catalano), para intentar saber donde están sus hijos. Al mismo tiempo se muestra el infiltramiento y espionaje que en ese grupo realiza el oficial de inteligencia del ejército y represor/torturador/asesino Alfredo Astiz, conocido también como "El Angel Rubio". El nacimiento de las Madres de Plaza de Mayo es retratado a través de una conmovedora historia de ficción que muestra la valentía de un grupo de madres frente al peligro que representaba la dictadura militar y una sociedad en donde nadie sabía en quién podía confiar. |                                      | |                       |                  |        |
| 4 | «Te quiero»                          | Julieta Díaz y Leonardo Sbaraglia Con Tina Serrano, Daniela Herrero, Ana Celentano, la actriz invitada Hilda Bernard, la participación de Damián De Santo, y Cecilia Dopazo.             | Israel Adrián Caetano | Silvina Frejdkes | 12.2   |
| Ambientado en la década del 30 en Buenos Aires, una historia de amor clandestina, desarrollada en el universo tanguero de aquella época. Basado libremente en la historia de amor entre la cantante de tangos Ada Falcón (Julieta Díaz) y el compositor Francisco Canaro (Leonardo Sbaraglia). |                                      | |                       |                  |        |
| 5 | «Los niños que escriben en el cielo» | Fabián Vena, Julieta Ortega y Carlos Belloso Con las presentaciones de Lucas Mascareña y Maite Lanata, Sandra Mihanovich, Arturo Goetz, y la participación de Claudia Fontán.            | Israel Adrián Caetano | Patricio Vega    | 13.5   |
| La Guerra de Malvinas a través de los ojos de un niño de 10 años (Lucas Mascareña), que escribe una carta a un soldado, que nunca llegará a destino. |                                      | |                       |                  |        |
| 6 | «Un mundo mejor»                     | Rodrigo de la Serna, Leticia Brédice y Alejandro Urdapilleta Con Manuel Vicente, Daniel Valenzuela, Ariel Staltari, Santiago Pedrero, Diego Echegoyen y Luciano Cáceres.                 | Israel Adrián Caetano | Patricio Vega    | 9.2    |
| La historia de Simón Radowitzky (Rodrigo de la Serna), uno de los líderes del movimiento obrero, un joven ucraniano de origen judío y anarquista que, a principios del siglo XX, se enfrentará contra la República Argentina. |                                      | |                       |                  |        |

## Premios y nominaciones
| Fecha de la Ceremonia | Premio                     | Categoría                              | Ganadores y nominados                                    | Resultado |  |
| --------------------- | -------------------------- | -------------------------------------- | -------------------------------------------------------- | --------- |  |
| 22 de mayo de 2011    | Premios Martín Fierro 2010 | Mejor Unitario y/o miniserie           | —                                                        | Nominado  |  |
| 22 de mayo de 2011    | Premios Martín Fierro 2010 | Mejor Actor de Unitario y/o miniserie  | Carlos Belloso Cap: «Los niños que escriben en el cielo» | Nominado  |  |
| 22 de mayo de 2011    | Premios Martín Fierro 2010 | Mejor Actor de Unitario y/o miniserie  | Fabián Vena Cap: «Los niños que escriben en el cielo»    | Nominado  |  |
| 22 de mayo de 2011    | Premios Martín Fierro 2010 | Mejor Actor de Unitario y/o miniserie  | Leonardo Sbaraglia Cap: «Te quiero»                      | Nominado  |  |
| 22 de mayo de 2011    | Premios Martín Fierro 2010 | Mejor Actor de Unitario y/o miniserie  | Rodrigo De La Serna Cap: «Un mundo mejor»                | Ganador   |  |
| 22 de mayo de 2011    | Premios Martín Fierro 2010 | Mejor Actriz de Unitario y/o miniserie | Julieta Díaz Cap: «Te quiero»                            | Nominado  |  |
| 22 de mayo de 2011    | Premios Martín Fierro 2010 | Mejor Actriz de Unitario y/o miniserie | Laura Novoa Cap: «Mi mensaje»                            | Nominado  |  |
| 22 de mayo de 2011    | Premios Martín Fierro 2010 | Mejor Actriz de Unitario y/o miniserie | Leticia Brédice Cap: «Un mundo mejor»                    | Nominado  |  |
| 22 de mayo de 2011    | Premios Martín Fierro 2010 | Mejor Actor de Reparto                 | Luis Machín Cap: «La ley primera»                        | Nominado  |  |
| 22 de mayo de 2011    | Premios Martín Fierro 2010 | Mejor Actriz de Reparto                | Lidia Catalano Cap: «La caza del ángel»                  | Nominado  |  |
| 22 de mayo de 2011    | Premios Martín Fierro 2010 | Mejor Revelación                       | Martina Gusmán Cap: «La ley primera»                     | Ganador   |  |
| 22 de mayo de 2011    | Premios Martín Fierro 2010 | Mejor Producción Integral              | —                                                        | Nominado  |  |